# Флороаја (Ковасна)
Флороаја (рум. Floroaia) насеље је у Румунији у округу Ковасна у општини Инторсура Бузаулуј. Oпштина се налази на надморској висини од 719 m.

## Становништво
Према подацима из 2002. године у насељу је живело 1273 становника, од којих су сви румунске националности.